# Зейлик Володимир Миколайович
Володи́мир Микола́йович Зе́йлик (нар. 14 липня 1996, м. Пустомити, Львівська область, Україна — 8 серпня 2017, м. Мар'їнка, Донецька область, Україна) — солдат Збройних сил України, водій батальйону спецпризначення «Донбас-Україна». Учасник російсько-української війни. Позивний «Зевс».

## Життєпис
Народився 14 липня 1996 року в місті Пустомити Львівської області, мешкав із родиною у мікрорайоні Лісневичі. 2013 році закінчив Пустомитівську загальноосвітню школу № 1.
Під час російської збройної агресії проти України 31 жовтня 2014 року Пустомитівсько-Городоцьким об'єднаним районним військкоматом був призваний на військову службу за контрактом, яку проходив у 540-му зенітному ракетному Львівському полку ім. гетьмана І. Виговського, в/ч А4623, м. Кам'янка-Бузька, Львівська область.
2016 року перевівся до 46-ого окремого батальйону спеціального призначення «Донбас-Україна», який виконував завдання на території проведення антитерористичної операції. Проходив службу на посаді водія. Воював у Новолуганському на Світлодарській дузі, в районі Мар'їнки та окупованого Докучаєвська. Побратими його називали Вова зі Львова.
8 серпня 2017 року близько 4:25 на бойовій позиції батальйону в районі міста Мар'їнка, під час обстрілу ротного опорного пункту та веденні вогню у відповідь, відбувся розрив міни в каналі ствола міномету 2С12 «Сані» калібру 120 мм, внаслідок чого загинули солдат Володимир Зейлик і сержант Олександр Роговий, ще 5 бійців дістали поранення. За попередньою версією слідства, вибух стався внаслідок подвійного заряджання каналу ствола міномету різними військовослужбовцями.
Похований 11 серпня 2017 року на цвинтарі мікрорайону Лісневичі у Пустомитах.
Залишилися батьки та молодший брат Максим.

## Нагороди та вшанування
- Указом Президента України № 42/2018 від 26 лютого 2018 року, за особисту мужність і самовіддані дії, виявлені у захисті державного суверенітету та територіальної цілісності України, зразкового виконання військового обов'язку, нагороджений орденом «За мужність» III ступеня (посмертно)[10].
- Нагороджений відзнакою НГШ, — нагрудним знаком «Учасник АТО».
- Нагороджений медаллю «За оборону рідної держави» (посмертно) від ГО «Гвардія патріотів».
- Вшанований меморіальною табличкою, яка була встановлена на фасаді будівлі Пустомитівської ЗОШ № 1. Освячення та відкриття меморіальної таблиці герою російсько-української війни відбулося 3 вересня 2018 року[11][12].